# كيتشيتكانلي
كيشكالنيا (الروسية: Кичкальня) (وتسمى بالتتارية: كيتشيتكانلي (بالتتارية: Кычытканлы́) هي قرية تتار في منطقة نورلاتسكي بجمهورية تتارستان في روسيا.

## التاريخ
وفقًا للسكان القدامى، تم تشكيل قرية كيشكالنيا في بداية القرن الثامن عشر. من القصص المتوارثة من جيل إلى جيل، تأسست القرية من قبل ثلاث عائلات أتت من قرية تشوفاش في أوزييفو (مقاطعة أكسوبايفسكي الآن). كان الملا تحفة الله من أوائل مؤسسي القرية. وفقًا للأسطورة، فرت هذه العائلات من منازلها، مختبئة من المعمودية القسرية بعد غزو خانات كازان بواسطة إيفان الرهيب. في الواقع، تم تفسير إعادة توطين العديد من العائلات من قرية أوزييفو من خلال إعادة التوطين داخل المنطقة، منذ وفاة إيفان الرهيب في عام 1584.
توفر الأدبيات التاريخية الحالية معلومات متناقضة حول تاريخ تكوين القرية - من منتصف خمسينيات القرن السادس عشر حتى عام 1710. وفقًا للأسطورة، ادعى اسم معين في عام 1911 أن قرية «موراسا باشي» تأسست قبل 300 عام، أي، في عام 1611، لكن هذا أمر مستبعد للغاية. حتى عام 1920، كانت جزءًا من Staro-Almetevskaya volost في منطقة Chistopol في محافظة Kazan.
في القرنين الثامن عشر والنصف الأول من القرن التاسع عشر، كان السكان ينتمون إلى فئة فلاحي الدولة، وكانوا يؤدون واجب لاشمان. كانوا يعملون في الزراعة وتربية الماشية والطوب والحصير والتعاون والنجارة والحرف اليدوية.
منذ عام 1920، كانت جزءًا من كانتون تشيستوبول في جمهورية التتار الاشتراكية السوفيتية المتمتعة بالحكم الذاتي. من 10.08.1930 في Bilyarsky ، من 10.02.1935 في Telmansky ، من 16.07.1958 في Bilyarsky ، من 01.02.1963 في Oktyabrsky ، من 10.12.1997 في مناطق Nurlatsky.
يتم تحديد حالة وحدود المستوطنة الريفية بموجب قانون جمهورية تتارستان بتاريخ 31 يناير 2005 رقم 32-ZRT «بشأن تحديد حدود المناطق ووضع التشكيل البلدي» منطقة بلدية نورلاتسكي «والبلديات داخلها».

## الروابط
- "Kichkalny rural settlement" (بالروسية). Office of the President of the Republic of Tatarstan. Archived from the original on 2020-02-12.
- "Kichkalnya - 320 years" (بالروسية). Office of the President of the Republic of Tatarstan. Archived from the original on 2021-04-28.
- "Public cadastral map Kichkalnya village" (بالروسية). Public cadastral map of Russia online. Archived from the original on 2021-04-28.
- "The village of Kichkalnya" (بالروسية). Administrative division of the Republic of Tatarstan. Archived from the original on 2021-04-26.
- "Population of the Russian Federation by municipalities". Federal State Statistics Service (بالروسية). Archived from the original on 2021-04-16.